# Zdeněk Míka (historik)
Zdeněk Míka (* 26. listopadu 1936 Praha) je český historik a muzejní pracovník.

## Životopis
Narodil se v Praze, vyrůstal ve Veselí nad Lužnicí. Absolvoval studium dějepisu na Filozofické fakultě Karlovy univerzity v Praze, obor Československé dějiny. Od roku 1961 pracoval v Muzeu hlavního města Prahy. V letech 1977–2000 vykonával funkci ředitele muzea. Specializoval se na dějiny Prahy v 19. století, na počátky průmyslu a železniční dopravy v Čechách. Je autorem mnoha výstav v Česku i v zahraničí, knih a článků.

## Publikace
- Praha a třicetiletá válka v grafice, Praha 1968
- Vývoj pražského průmyslu do roku 1848, Praha 1973
- 100 let Muzea hlavního města Prahy, Praha 1983
- Drei Tage in Prag. Stadtführer, Praha 1994 (spoluautoři Josef Janáček, Ctibor Rybár)
- Dějiny Prahy v datech, Praha 1989, 1999
- 150 let železnice v Praze, Praha 1995
- Praha zmizelá. Zmizelé tváře města a neuskutečněné architektonické plány a vize, Praha 2000 (spoluautoři Kateřina Bečková, Vladislava Valchářová)
- Muzeum hlavního města Prahy. Průvodce, Praha 2001
- Staropražské Vánoce, Praha 2002
- Zapomenuté obrazy. Praha 19. století, Praha 2007
- Nástin vývoje potravinářského průmyslu v Praze do počátku 20. století, Praha 2007
- Zábava a slavnosti staré Prahy, Praha 2008
- Sporty a sportoviště. Počátky tělesné výchovy a sportu v Praze, Praha 2011
- Karlín. Nejstarší předměstí Prahy, Praha 2011
- Život v pražských ulicích, Praha 2013